# Blists Hill Victorian Town
Blists Hill Victorian Town er et frilandsmuseum, der er bygget i et tidligere industrikompleks i Madeley-området af Telford i Shropshire, England. Museet forsøger at genskabe victoriatidens by i Shropshire i slutningen af 1800-tallet og begyndelsen af 1900-tallet. Det er et af de ti museer, der drives af Ironbridge Gorge Museum Trust.
Oprindeligt var Blists Hill et industriområde, der bestod af teglstensfabrikker, højovne, samt kul-, jern og lerminer. Museet åbnede i 1973 og er blevet udvidet lige siden. Museets bygninger er i tre kategorier; bygninger der allerede var en del af industriområdet, bygninger der repræsenterer en generisk type bygninger, og bygninger der er blevet pillet fra hinanden og genopført på museets område.
Museet har tre områder; en by med butikker fra viktoriatiden som bl.a. bank, bageri, cykelhandler og postkontor; et industriområde med højovne og jernindustri samt et landområde. Museet er blevet brugt til optagelse af adskillige tv-programmer og film inklusive science fiction-serien Doctor Who, børneprogrammet Blue Peter og dokumentarserien Victorian Pharmacy med Ruth Goodman.